# 钱贵 (弘治举人)
錢貴（15世紀—16世紀），字元抑，南直隸蘇州府吳縣人，明朝政治人物。

## 生平
錢貴是弘治十一年（1498年）戊午科應天鄉試舉人，選授太常寺典簿，當時太常寺任用道士為高官，他上言秩宗之任是為了典司禮樂、統和神人，不宜任命異類參與，得時人認同；嘉靖初年他彈劾宦官蕭敬貪贓枉法，又集合王振、曹吉祥、劉瑾事蹟寫下著《三患傳》呈上朝廷，不久發生大禮議事件，他曾上奏申明禮數，因此獲罪而請求致仕，晉任鴻臚寺丞後歸鄉，其時他剛滿五十歲。在家鄉，錢貴每月舉行族會，定必申明禮法，即使家貧也盡力賑濟緩急，他博學而爾雅，曾和應良、鄒守益等人遊歷，年老時亦曾聚集諸生講學。

## 引用
1. 1 2  民國《吳縣志·卷六十七·列傳五》：錢貴，字元抑，弘治戊午鄉薦，選太常寺典簿，時太常方用羽流為卿貴，上言秩宗之任典司禮樂、統和神人，不宜以異類參，時論韙之；嘉靖初論劾中官蕭敬貪饕不法，又集王振、曹吉祥、劉瑾事，著《三患傳》上之，大禮議起，貴因明職掌籩豆之數，乘閒論列，會議禮者皆得罪，遂乞致仕，進鴻臚寺丞歸，時年甫艾，即所居旁穿冢治木以待，盡月舉善族會，會必申以禮法，或有緩急極力拯之忘，其家之貧也，貴學務綜博，文詞爾雅，既官中朝，與應良、鄒守益諸人游，始從事於性命，老退林下益集諸生講明其說。 姑蘇名賢小紀